# Flamingos, Nayarit
Flamingos är en ort i Mexiko.   Den ligger i kommunen Bahía de Banderas och delstaten Nayarit, i den centrala delen av landet, 700 km väster om huvudstaden Mexico City. Flamingos ligger 16 meter över havet och antalet invånare är 431.
Terrängen runt Flamingos är platt åt sydost, men åt nordväst är den kuperad. Havet är nära Flamingos åt sydväst. Runt Flamingos är det tätbefolkat, med 319 invånare per kvadratkilometer. Närmaste större samhälle är Puerto Vallarta, 16,1 km sydost om Flamingos. 